# Roc de les Tres Creus
El Roc de les Tres Creus és una muntanya de 854 metres que es troba al municipi d'Oliana, a la comarca de l'Alt Urgell. És el punt més alt de la Serra de les Canals.
Aquest cim està inclòs al llistat dels 100 cims de la FEEC